# ポリウォーター
ポリウォーター（polywater、重合水）もしくは異常水（いじょうすい、anomalous water）は、1966年にソ連のボリス・デリャーギンが発見したとする、水の特殊な状態。その報告から存在が否定されるまでに起きた一連の学会の熱狂と社会現象はポリウォーター事件として知られる。

## 概要
水をガラスの毛細管に通すことによって、通常の水とは異なる状態に変化するとされた。こうして変化した水は、通常の水と比較して、粘性は 15倍、熱膨張率は 1.4倍となり、融点は −30～−15 ℃、沸点は 150～400 ℃ であると報告された。しかし、この状態の水を得るには水をガラス管に通す以外に方法がなく、しかも数ミリグラム程度しか得られないという問題点があった。
この報告は世界中に衝撃を与え、支持的・批判的含め様々な立場の研究者らによって追試が行われることになった。その結果から、通常の水よりも強い水素結合の存在が示唆され、多くの水分子が重合しているのではないかと考えられたことから、ポリウォーターの名前が与えられた。
一部研究者が、ポリウォーターは加熱処理などによって固体状にすることができる可能性を示唆したことから、石油からプラスチックを加工するように、水を原料とした高分子材料の産業が開花するのではないかとも言われた。
また、理論計算からポリウォーターは通常の水より安定した状態であると導かれたため、ひとたびポリウォーターが自然界に放たれると凝縮核として作用し、地球上の水を全てポリウォーターに変化させてしまうのではないかとも危惧された。
しかし、以下のような理由から、次第にポリウォーターの存在は否定的となった。
- 水が石英に触れる機会は自然界中にあふれているのに、自然界でポリウォーターが発見されていない[7]。
- 分析の結果、ポリウォーターには不純物が含まれている[8]。
- 重水から作られたポリウォーターと軽水から作られたポリウォーターにスペクトルの違いがない。
- メタノールや酢酸など、水以外の物質をガラス管に通しても同様の変化を見せる[7]。

1973年にデリャーギン自身が、この変化は水分子の結合の変化ではなく、ガラス管を通すときに水に不純物が溶け込んだためであると結論し、ポリウォーターの存在は完全に否定された。
その後一時的に、科学界から水の研究者が減るという現象を生んだ。水の研究をしているとうさん臭く見られてしまうのではないかといった恐れが研究者達に生じたためである。

## 関連文献
- 発端といわれている論文: Федякин, Н. Н. "Об изменении структуры воды при конденсации в капиллярах." Коллоидный журнал 24 (1962): 497.
- 当時の総説: Derjaguin, Boris V. (1970). “Superdense Water”. Scientific American 223 (5):  52-64, 69-71.
- 吉良公宏「異常水 anomalous water」『日本物理学会誌』第25巻第6号、1970年、463-466.頁、doi:10.11316/butsuri1946.25.463。
- 永井恒司「水は重合可能か : ポリウオーターに対する疑問」『ファルマシア』第6巻第9号、1970年、668-、doi:10.14894/faruawpsj.6.9_668_2。
- 水口純、相沢益男「ポリウォーター」『高分子』第19巻第3号、1970年、231-235頁、doi:10.1295/kobunshi.19.231。
- 佐佐木行美. "異常水のいろいろ 活性化水, 磁化水, ポリウォーター (水 (特集))." 化学 26.12 (1971): 1195-1201., NAID 40017541102
- 鈴木周一、相沢益男「ポリウォーター (スコープ).」『ファルマシア』第7巻第1号、1971年、19-24頁、doi:10.14894/faruawpsj.7.1_19。
- 小山慶太「科学と妄想 N線とポリウォーター」『早稲田大学人文自然科學研究』28号、早稲田大学社会科学部学会、1985年10月、73-92頁、ISSN 0286-1275、2022年10月16日閲覧。
- 鈴木鐵也. 「「機能性を示す水」とは何か」 日本調理科学会誌 1996年 29巻 1号 p.52-59, doi:10.11402/cookeryscience1995.29.1_52
- 原田慈久「放射光が拓く新しい水の分光」第15巻第8号、学術の動向、2010年、doi:10.5363/tits.15.8_62。
- 天羽優子「水に関する誤解 (ヘッドライン:疑似科学を通して考える)」『化学と教育』第49巻第11号、日本化学会、2001年、692-695頁、doi:10.20665/kakyoshi.49.11_692、ISSN 24241830、NAID 110008592795、NCID AN10033386、OCLC 9647465632、国立国会図書館書誌ID:5984233、2023年7月1日閲覧。